# Claire Etcherelli
Claire Etcherelli, född 11 januari 1934 i Bordeaux, död 5 mars 2023, var en fransk författare.
Etcherelli arbetade på tidskriften Les temps modernes och var författare på fritiden.
"E. hör till de sällsynta arbetarförfattarna i Frankrike. I Elise flätas två teman samman, löpandebandarbetet på en bilfabrik, och rasismen mot gästarbetare, särskilt algerier. ... E. har en stil som förenar realism och poesi." (Litteraturhandboken, 1983)

## Priser
- Prix Femina 1967 (för Élise ou La vraie vie)